# Jasna Ptujec
Jasna Ptujec, född den 19 januari 1959 i Zagreb, Kroatien, är en jugoslavisk handbollsmålvakt.
Hon tog OS-guld i damernas turnering i samband med de olympiska handbollstävlingarna 1984 i Los Angeles.